# Celia González de Rovirosa, Cárdenas
Celia González de Rovirosa är en ort i Mexiko.   Den ligger i kommunen Cárdenas och delstaten Tabasco, i den sydöstra delen av landet, 600 km öster om huvudstaden Mexico City. Celia González de Rovirosa ligger 21 meter över havet och antalet invånare är 586.
Terrängen runt Celia González de Rovirosa är mycket platt. Runt Celia González de Rovirosa är det ganska tätbefolkat, med 155 invånare per kvadratkilometer. Närmaste större samhälle är Cárdenas, 6,5 km söder om Celia González de Rovirosa. Trakten runt Celia González de Rovirosa består till största delen av jordbruksmark.